# Daniel Hartwich

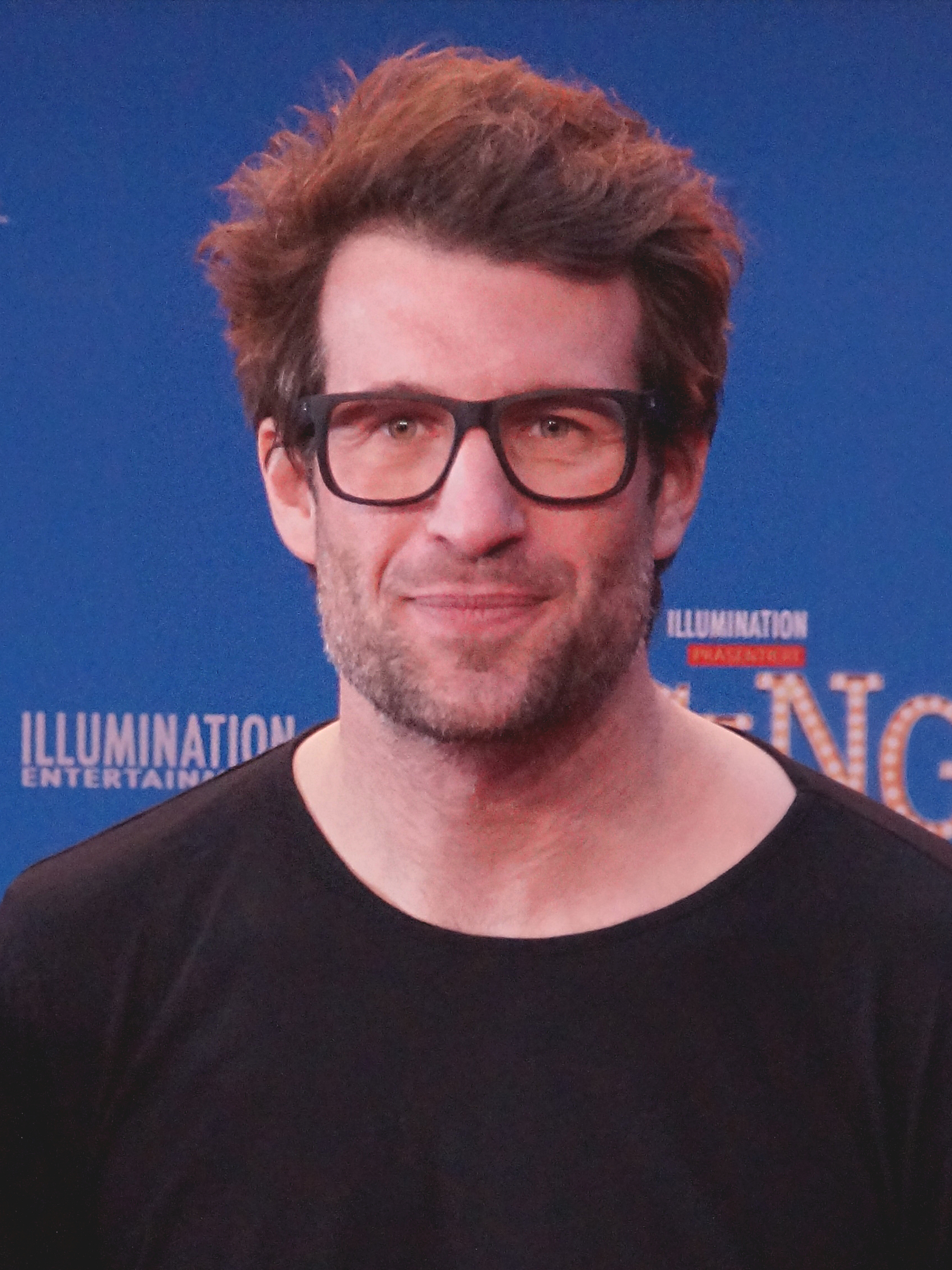
Daniel Hartwich (2016)

Daniel Hartwich (* 18. August 1978 in Frankfurt am Main) ist ein deutscher Fernsehmoderator.

## Leben und Karriere
Nach seinem Abitur am Kaiserin-Friedrich-Gymnasium (KFG) in Bad Homburg vor der Höhe 1998 studierte Hartwich Germanistik und Politikwissenschaft an der Johann Wolfgang Goethe-Universität Frankfurt am Main. Bereits während seines Studiums begann er als Reporter und Moderator für Radio und Fernsehen zu arbeiten. Zunächst war er beim Hörfunk des Hessischen Rundfunks tätig. Nach seinem Einstieg als Reporter im hr-Studio Kassel moderierte er unter anderem die Morning-Show bei der Jugendwelle hrXXL. Nach einem hr-internen Wechsel zur großen Popwelle moderierte Hartwich die Sendungen hr3 Madhouse und 0138/ 6000. Beim Sender You FM, der aus der Jugendwelle hrXXL hervorging, gehörte er zu den Moderatoren der ersten Stunde. Für seine Moderation der Sendung YOU FM Roadshow bekam er seinen ersten Radiopreis.
Er moderierte für das ZDF/KI.KA die Sendung TKKG – der Club der Detektive. Nach einem kurzen Gastspiel beim Sender DMAX verpflichtete ihn die RTL-Gruppe. Nach diversen Reporter-Aufgaben (Fit for Fun TV und Wissenshunger) bei VOX bekam er seine eigene RTL-Late-Night-Show Achtung! Hartwich, für die er für den Deutschen Fernsehpreis sowie den Deutschen Comedypreis nominiert wurde.
Von 2008 bis 2020 moderierte er die Castingshow Das Supertalent. In den Jahren 2008 bis 2011 moderierte er die Castingshow gemeinsam mit Marco Schreyl und 2020 zusammen mit Victoria Swarovski. Zwischen 2012 und 2019 moderierte er Das Supertalent alleine. Im Januar 2009 moderierte er wöchentlich samstags und sonntags eine mehrstündige Spezialsendung parallel zur vierten Staffel von Ich bin ein Star – Holt mich hier raus! bei RTL. Zudem war er regelmäßig als Reporter für RTL tätig, unter anderem für die Sendungen Unglaublich! – Die Show der Merkwürdigkeiten und Einspruch – Die Show der Rechtsirrtümer.  Für seine Moderation beim Supertalent bekam er im Januar 2010 die Goldene Kamera verliehen. Zudem moderierte er 2010 die Show 101 Wege aus der härtesten Show der Welt.
Seit 2010 moderiert Hartwich die RTL-Tanzshow Let’s Dance, anfangs neben Nazan Eckes, von 2011 bis 2017 mit Sylvie Meis und seit 2018 mit Victoria Swarovski. Für seine dortige Moderation bekam er im Frühjahr 2012 mit Sylvie Meis den Bayerischen Fernsehpreis verliehen.
Im Herbst 2011 wurde die Comedy-Gameshow H wie Hartwich bei RTL ausgestrahlt, in der sich Hartwich in ungewöhnliche Situationen begab, deren Ausgang das Publikum erraten musste. Von 2011 bis 2014 moderierte er auch den RTL Comedy Grand Prix. Im Sommer 2012 folgte die Moderation von Total Blackout – Stars im Dunkeln.
Von Januar 2013 bis Februar 2022 moderierte Hartwich als Nachfolger des 2012 verstorbenen Dirk Bach die RTL-Reality-Show Ich bin ein Star – Holt mich hier raus! zusammen mit Sonja Zietlow. Am 8. Februar 2022 wurde von RTL bestätigt, dass Hartwich aus „familiären Gründen“ nicht mehr als Moderator bei Ich bin ein Star – Holt mich hier raus! dabei sein wird.
Im Sommer 2015 moderierte er seine neue Show Hartwichs 100! Daniel testet die Deutschen sowie Ich bin ein Star – Lasst mich wieder rein! zusammen mit Sonja Zietlow. Im Herbst desselben Jahres folgte die Moderation der RTL-Tanzshow Stepping Out zusammen mit Sylvie Meis.
Außerdem moderierte er die Spielshows Cash Crash und Keep it in the Family, Meet The Parents, die Neuauflage der Kultshow Familien-Duell Prominenten-Special, It Takes 2 zusammen mit Julia Krüger, Nachsitzen! Promis zurück auf die Schulbank, Crash Test Promis, Big Performance – Wer ist der Star im Star?, Let’s Dance Kids sowie die RTL Sommerspiele.
2016 war Hartwich erstmals als Synchronsprecher zu hören. Im Animationsfilm Sing lieh er dem im Originalton von Matthew McConaughey gesprochenen Koalabären Buster Moon seine Stimme.
2020 begann Hartwich mit der Moderation der RTL-Shows Zeig uns Deine Stimme! und Lego Masters.

### Privates
Hartwich war ab 2009 mit der Journalistin Hannah Hölscher liiert, die bei der späteren Heirat seinen Namen annahm. Das Paar lebte bis zur Trennung im Sommer 2024 mit den gemeinsamen Kindern zusammen in Köln.

## TV-Moderationen

### Fortlaufend
- seit 2010: Let’s Dance (zusammen mit Victoria Swarovski) (RTL)
- seit 2025: Die perfekte Reihe – Das Bilder-Quiz (RTL)

### Ehemals/Einmalig
- 2005–2006: TKKG – Der Club der Detektive (ZDF/KiKA)
- 2006: In der Weihnachtsbäckerei – Eine zauberhafte Geschichte mit Rolf Zuckowski (ZDF)[11]
- 2006–2007: D Tech (DMAX)
- 2008: Einmal im Leben – 30 Dinge, die ein Mann tun muss (RTL)
- 2008: Achtung! Hartwich (RTL)
- 2008–2020: Das Supertalent (2008–2011 zusammen mit Marco Schreyl und 2020 zusammen mit Victoria Swarovski) (RTL)[12]
- 2010: 101 Wege aus der härtesten Show der Welt (RTL)
- 2009–2011: Einspruch – Die Show der Rechtsirrtümer (RTL)
- 2011: H wie Hartwich (RTL)
- 2011–2014: Der RTL Comedy Grand Prix (RTL)
- 2012: Total Blackout – Stars im Dunkeln (RTL)
- 2013: Cash Crash (RTL)
- 2013–2022: Ich bin ein Star – Holt mich hier raus! (RTL) (zusammen mit Sonja Zietlow)
- 2013–2014: Familien Duell Prominenten-Special (RTL)
- 2014: Deutschland sucht den Superstar (RTL) (Vertretung für Nazan Eckes am 26. April 2014)
- 2015: Hartwichs 100! Daniel testet die Deutschen (RTL)
- 2015: Ich bin ein Star – Lasst mich wieder rein! (zusammen mit Sonja Zietlow) (RTL)
- 2015: Stepping Out (RTL)
- 2016–2018: Crash Test Promis (RTL)
- 2017: It Takes 2 (zusammen mit Julia Krüger) (RTL)
- 2017: Meet the Parents (RTL)
- 2017: Keep it in the Family (RTL)
- 2017–2018: Nachsitzen! – Promis zurück auf die Schulbank (RTL)
- 2020: Die große RTL Neujahrsansprache (zusammen mit Sonja Zietlow) (RTL)
- 2020: Big Performance – Wer ist der Star im Star? (RTL)
- 2020–2025: Lego Masters (RTL, VOX)
- 2020–2022: Zeig uns Deine Stimme! (RTL)
- 2021: Ich bin ein Star – Die große Dschungelshow (zusammen mit Sonja Zietlow) (RTL)
- 2021: Let’s Dance Kids (zusammen mit Victoria Swarovski) (RTL+)
- 2021: RTL Sommerspiele (zusammen mit Laura Papendick)
- 2021: RTL sagt Danke (zusammen mit Lola Weippert)
- 2022: Master of Sweets – Die fabelhafte Welt der Zuckerbäcker (RTL)
- 2022: Ohne Limit (RTL)
- 2023: Big Bounce – Die Trampolin-Show (RTL)
- 2023: Promi Touchdown – Die Football-Show[13]
- 2024: Lego Masters Allstars (RTL)
- 2024: Wirklich wahr?! – Die Show der verrückten Geschichten (RTL)

## Filmografie
- 2016: Sing (Stimme von Buster Moon)

## Auszeichnungen
- 2012: Bayerischer Fernsehpreis für die Moderation von Let’s Dance (zusammen mit Sylvie Meis)
- 2013: Deutscher Comedypreis für die Moderation von Ich bin ein Star – Holt mich hier raus! (zusammen mit Sonja Zietlow)
- 2015: Romy in der Kategorie Show
- 2019: Brillenträger des Jahres